# Vera Kolesnikova (actrice)
Pour l’article homonyme, voir Vera Kolesnikova.
Vera Kolesnikova (en russe : Вера Колесникова) est une actrice russe, née le 1er juin 1996 à Mayna (Khakassie) (ru) en Sibérie.

## Biographie
Née à Mayna en Sibérie de parents russes, elle quitte son village natal de Sibérie à l'âge de 4 ans avec ses parents pour se rendre dans la capitale russe, Moscou. En 2018, elle est diplômée de l'Académie russe des arts du théâtre. Depuis 2016, elle a joué dans 5 théâtres moscovites. En 2019, elle incarne le rôle de Sveta dans la Saison 5 de la série française Le Bureau des légendes.
En 2022, elle est l’une des têtes d’affiche de la série d’espionnage française Totems sortie sur Prime Video.
Elle parle couramment le russe, l'anglais ainsi que le français et possède des notions d'italien.

## Filmographie

### Cinéma
- 2019 : 17 octobre (titre original : Семнадцатое октября[3]) d'Egor Rodionov : Vera
- 2020 : Reversible Reality (titre original : Обратимая реальность[4]) de Dmitry Konstantinov : Victoria

### Télévision
- 2019 : #Who_are_you[5] (titre original : #кто_ты[6]), mini-série interactive : Nina
- 2020 : Le Bureau des légendes d'Éric Rochant : Sveta, Petite amie de César dit Pacemaker
- 2021 : Incubateur (titre original : Инкубатор[7])
- 2022 : Totems de Juliette Soubrier et d’Olivier Dujols : Lyudmila  Goloubeva[8]

### Clip vidéo
- 2018 : Hear me now sur l'album Stardust de l'artiste Princess (Roomtone Records) : actrice

## Théâtre
- 2016-2020 : Meetings. In the space of partings (titre original : Встречи. В пространстве расставаний), mis en scène par Svetlana Zemlyakova à L'Atelier de Piotr Fomenko, rôle : Alice Koonen[9]
- 2018 : Concert contemporain (titre original : Современный концерт) réalisé par Viktor Ryzhakov au théâtre Meyerhold Center de Moscou
- 2019 : Peter Pan. Vibrations fantômes (titre original : Питер Пэн. Фантомные вибрации) réalisé par Roman Feodori et Alexander Andriyashkin au théâtre Meyerhold Center de Moscou